# David Wratt
David Wratt (* 1949) ist ein neuseeländischer Klimatologe.

## Leben
Wratt wuchs auf einer Farm in der Nähe von Motueka auf, besuchte die Motueka High School und studierte anschließend Atmosphärenwissenschaften an der University of Canterbury in Christchurch. Wratt ist verheiratet mit der Quilt-Art-Künstlerin Clare Smith und hat zwei Kinder.
1976 trat er in den meteorologischen Dienst des Meteorological Service of New Zealand ein und war dort zunächst für die Begleitung von Neuansiedlung von Industriebetrieben im Hinblick auf eine möglichst geringe Luftverschmutzung zuständig. Nach Tätigkeiten in den verschiedensten Bereichen des metrologischen Dienstes übernahm er dann von 1988 bis 1992 die Forschungsleitung.
1992 wechselte er zum National Institute of Water and Atmospheric Research (NIWA) und leitete dort das „SALPEX Mountain Meteorology and River Flow Research Programme“. Mittlerweile zählen der Bereich angewandte Klimaforschung, -beratung und Folgenabschätzung zu seinen Aufgaben. Er leitet das neuseeländische Klimabeobachtungsnetzwerk und das neuseeländische Klimakomitee der Royal Society of New Zealand.
Wegen seiner Forschungen wurde Wratt in den Weltklimarat IPCC berufen. Im Jahr 2007 war er als Vice-Chair der Arbeitsgruppe I „The Physical Science Basis“ in verantwortlicher Position an der Erstellung des Vierten Sachstandsberichts beteiligt.